# 二人の擲弾兵
『二人の擲弾兵』（ふたりのてきだんへい、Die beiden Grenadiere）は、ドイツの作曲家ロベルト・シューマンの歌曲。『リートとロマンス第2集』作品49の第1曲。ドイツ・ロマン派の詩人ハインリヒ・ハイネの詩による。『歌の年』と呼ばれる1840年に作曲された。
なお、リヒャルト・ヴァーグナーも同じ年にフランソワ＝アドルフ・ルーヴ＝ヴェイマル (François-Adolphe Loeve-Veimar) のフランス語訳による歌曲を作曲しており、『ラ・マルセイエーズ』の引用という共通点があるのが特徴である。

## 概要
ナポレオン戦争直後、長らくロシアに囚われていた2人の擲弾兵が、ドイツを通って祖国フランスへ帰る旅の途中である。その途中に皇帝ナポレオン1世が囚われたという報を聞いた2人の対話が中心となっている。シューマンの歌曲の中ではドラマティックな構成を持ち、後半にはフランスの国歌『ラ・マルセイエーズ』のメロディを使用している。シューマンの内向的な音楽の性格からは大きく離れたものであるが、音楽的効果は高く、歌われる機会は多い。ハイネの詩も特に優れたものとは言い難いが（誰によって？）、愛唱されてきた。なお、ハイネの詩には夏目漱石が第一高等学校2年生だった明治23年に優れた文語体の翻訳ないし翻案を付けていることが平川祐弘によって指摘されている。

## 歌詞
1820年にハイネが作った詩（および夏目漱石による訳文）である。
Die Grenadiere　　　　　　　　　　　　　　　　 　　 二人の武士（もののふ）   西詩意譯
　　　　　　　　　　　　　　　　　　　　　　 

Nach Frankreich zogen zwei Grenadier,　　　　　　　二人のものゝふの

Die waren in Rußland gefangen,　　　　　　　　　　「ろしや」にとらはれたるがゆるされて

Und als sie kamen ins deutsche Quartier,　　　　　 　故郷なる「ふらんす」にかへらんとて

Sie ließen die Köpfe hangen.　　　　　　　　　　　　「どいつ」につきけるとき

Da hörten sie beide die traurige Mär:　　　　　　　　國はほろび軍（いくさ）はやぶれ

Daß Frankreich verloren gegangen,　　　　　　　　　御門はとらはれ給ひぬとききて

Besiegt und zerschlagen das große Heer - 　　　　　 いとかなしげに

Und der Kaiser, der Kaiser gefangen.　　　　　　　 　涙をながしけるが

Da weinten zusammen die Grenadier　　　　　　　　やがて手創（てきず）おひたる一人が

Wohl ab der kläglichen Kunde.　　　　　　　　　　　 あなかなしわがふるきづの

Der eine sprach: Wie weh wird mir,　　　　　　　　　もゆる如くに

Wie brennt meine alte Wunde!　　　　　　　　　　　 いたむことよといへば

Der andre sprach: Das Lied ist aus,　　　          　　　　　　一人が今は生きがひなき身なれば　　　　　

Auch ich möcht mit dir sterben,　　　　　　　　　　　われもともに死なんと思へど

Doch hab ich Weib und Kind zu Haus,　　　　　　　　ふる里の妻子の飢へもやせん渇へもやせん

Die ohne mich verderben.　　　　　　　　　　　　　 といふめれば

Was schert mich Weib, was schert mich Kind,        　　　 手負は聲をはげまして飢なばうえよ

Ich trage weit beßres Verlangen;　　　　　　　　　　われは妻も子も何にかせん

Laß sie betteln gehn, wenn sie hungrig sind -　　　　御門はとらはれ給ひぬるにわが御門は

Mein Kaiser, mein Kaiser gefangen!　　　　　　　　　とてさめざめとなく

Gewähr mir, Bruder, eine Bitt:　　　　　　　　　　 　やがて涙をはらひ

Wenn ich jetzt sterben werde, 　　　　　　　　　　　今生（こんじょう）の願はただ一つなん侍る

So nimm meine Leiche nach Frankreich mit,　　　　 われ今ここに身まかりなば

Begrab mich in Frankreichs Erde.　　　　　　　　　　わがむくろを「ふらんす」にをくり

Das Ehrenkreuz am roten Band　　　　　　　　　　 紅ひのひもつきたる十字の徽章を

Sollst du aufs Herz mir legen;　　　　　　　　　　 　わが胸にかけ

Die Flinte gib mir in die Hand,　　　　　　　　　　　筒を手に太刀を腰にゆひつけて

Und gürt mir um den Degen.　　　　　　　　　　　 故郷の土にうづめたまへ

So will ich liegen und horchen still,　　　　　　　　 われは墓のなかにてしづかに待たん

Wie eine Schildwach im Grabe,　　　　　　　　　　 筒の音の今一度わが耳をつらぬくまで

Bis einst ich höre Kanonengebrüll　　　　　　　　　馬の蹄の今一度わがねぶりをおどろかすまで

Und wiehernder Rosse Getrabe.　　　　　　　　　　つるぎと太刀のうち合ふ聲の今一度聞ゆるまで

Dann reitet mein Kaiser wohl über mein Grab,　　　其時こそわが御門はわが墓の上をよぎりてかへりたまはめ

Viel Schwerter klirren und blitzen;　　　　　　　　　其時こそわれは墓の中よりおどり出でて御心をたすけたてまつらむ　　　

Dann steig ich gewaffnet hervor aus dem Grab -　　とらはれ給ひぬる今の御門を

Den Kaiser, den Kaiser zu schützen.　　　　　　　　 とて息絶へぬ